# Nocona Hills
Nocona Hills es un lugar designado por el censo ubicado en el condado de Montague en el estado estadounidense de Texas. En el Censo de 2010 tenía una población de 675 habitantes y una densidad poblacional de 41,33 personas por km².

## Geografía
Nocona Hills se encuentra ubicado en las coordenadas 33°51′21″N 97°38′44″O / 33.85583, -97.64556. Según la Oficina del Censo de los Estados Unidos, Nocona Hills tiene una superficie total de 16.33 km², de la cual 13.48 km² corresponden a tierra firme y (17.46%) 2.85 km² es agua.

## Demografía
Según el censo de 2010, había 675 personas residiendo en Nocona Hills. La densidad de población era de 41,33 hab./km². De los 675 habitantes, Nocona Hills estaba compuesto por el 97.04% blancos, el 0.89% eran afroamericanos, el 0.74% eran amerindios, el 0% eran asiáticos, el 0% eran isleños del Pacífico, el 0% eran de otras razas y el 1.33% pertenecían a dos o más razas. Del total de la población el 5.33% eran hispanos o latinos de cualquier raza.